# Stanley Shoveller
Stanley Shoveller, né le 2 septembre 1881 à Londres et mort le 24 février 1959 à Broadstone en Angleterre, est un joueur de hockey sur gazon britannique. Lors des Jeux olympiques d'été de 1908 se tenant à Londres il remporte la médaille d'or pour la première apparition de ce sport au programme olympique. Compétition durant laquelle il inscrit sept buts, terminant ainsi deuxième meilleur buteur derrière son compatriote Reginald Pridmore. Huit ans plus tard il s'impose de nouveau dans le tournoi olympique d'Anvers en 1920.

## Palmarès

### Jeux olympiques
- Jeux olympiques d'été de 1908 à Londres
  -  Médaille d'or.
- Jeux olympiques d'été de 1920 à Anvers
  -  Médaille d'or.